# Name It
Name It – trzeci album studyjny polskiej grupy muzycznej Hope.

## Lista utworów
1. Most Bida Muzik
2. Sunny
3. Lego
4. Miło
5. Tekken
6. Zero
7. Tired of Waiting
8. Golden Boy
9. Alkodisko
10. Nuthin But A Bitch
11. No War
12. Fuego